# Mészáros János (költő)
Mészáros János (Erdőd, 1906. június 26. – Ungvár, 1977. augusztus 31.) magyar katolikus pap, magyar költő.

## Életútja, munkássága
Középiskolát Szatmárnémetiben végzett (1926), hittudományi tanulmányait a budapesti Pázmány Péter Tudományegyetem teológiai karán fejezte be (1931), ugyanitt doktori címet szerzett (1935). A szatmári római katolikus püspökség titkára (1933–42), majd Beregszászban, Bárdfalván lelkész, 1952-től ungvári esperes-plébános nyugalomba vonulásáig (1964).
A Szamos című napilap munkatársa. A láp madara Sionra szállt című verseskötete (Szatmár, 1937) változatos versformájú és rímtechnikájú költeményeit közli. Meghatározó élménye a természettel való bensőséges kapcsolat, a világ szépségeinek csodálata. Mélységesen szereti az embereket, együtt érez a szenvedőkkel, kacag a mosolygókkal. Sokat foglalkoztatja az emberi lét végessége.
Szignója: -os-os.